# Тартынский, Андрей Никитович
Андре́й Ники́тович Тарты́нский (20 сентября 1925, Енисейская губерния — 16 июля 1945) — разведчик 383-й отдельной разведывательной роты (269-я стрелковая дивизия, 3-я армия, 1-й Белорусский фронт), участник Великой Отечественной войны. Полный кавалер Ордена Славы. Сержант — на момент представления к награждению орденом Славы 1-й степени.

## Биография
Андрей Никитович Тартынский родился 20 сентября 1925 года в деревне Казанка Ачинского уезда Енисейской губернии (ныне территория Ужурского района Красноярского края) в крестьянской семье. По национальности: русский. Образование: начальное.
С 1931 года проживал на железнодорожной станции Сон (Боградский район Хакасии); работал осмотрщиком вагонов.
- 1942 год — призван в Красную Армию Боградским райвоенкоматом.
  - С мая этого же года участвовал в боях Великой Отечественной войны.
  - С июня 1944 года — в рядах 383-й отдельной разведывательной роты 269-й стрелковой дивизии; разведчик.

### Подвиги
- 16 июля 1944 года — в районе деревни Словики (Волковысский район Гродненской области Беларуси) сержант Тартынский, действуя при разведке отступающего противника, одним из первых в дивизии вплавь переправился через реку Волпянка и ворвался в деревню. Подкравшись к вражескому пулемету, противотанковой гранатой уничтожил его вместе с расчетом. Преследуя убегающих фашистов, огнем автомата уничтожил 7 немецких солдат и офицеров.
  - Приказом по частям 269-й стрелковой дивизии от 24 июля 1944 года (№ 77/н) сержант Тартынский Андрей Никитович награждён орденом Славы 3-й степени.
- 6 сентября 1944 года — при штурме города Остроленка (Польша) сержант Тартынский участвовал в десанте на самоходных орудиях. Отлично руководил группой. В уличных боях в городе лично уничтожил 10 солдат и офицеров врага.
  - Приказом по войскам 3-й армии от 30 сентября 1944 года (№ 460/н) сержант Тартынский Андрей Никитович награждён орденом Славы 2-й степени.
- 13 октября 1944 года — в бою за город Ружан сержант Тартынский, находясь в боевых порядках пехоты, уничтожил гранатами 2 станковых пулемета с прислугой, чем обеспечил продвижение пехоты вперед. Преследуя противника уничтожил 5 гитлеровцев и 2 взял в плен. Всего в боях за город лично уничтожил 12 вражески солдат, с отделение захвати 2 автомобиля в рациями и военным грузами. Всего к этому времени имел на своем счету 12 «языков».
  - Был представлен к награждению орденом Славы 1-й степени.
  - Указом Президиума Верховного Совета СССР от 24 марта 1945 года сержант Тартынский Андрей Никитович награждён орденом Славы 1-й степени.
    - Таким образом, он стал полным кавалером ордена Славы.
- 14 января 1945 года — 269-я стрелковая дивизия вела позиционные бои на Ружанском плацдарме и перешла в наступление в направлении Восточной Пруссии. В первый день наступления при прорыве обороны противника старший сержант Тартынский заменил вышедшего из строя командира взвода и успешно командовал подразделением. Ворвавшись в траншеи врага уничтожил расчет пулемета и открыв из него огонь истребил до 20 гитлеровцев. 24 января возглавляя группу разведчиков навел панику в тылу врага, захвати пулемет с прислугой и без потерь вернулся в свое расположение.
  - За эти бои он был награждён орденом Отечественной войны 1-й степени.
- Участвовал в боях на территории Восточной Пруссии и в Берлинской операции, продолжая командовать разведвзводом; в последних боях про ликвидации окруженной группировки противника юго-восточнее Берлина лично взял в плен 58 гитлеровцев, уничтожил станковый пулемет. За последние бои был награждён орденом Красной Звезды.

Войну закончил на Эльбе. Погиб 16 июля 1945 года возле населенного пункта Штенфельд (Польша).

### Награды
Полный кавалер Ордена Славы:
- орден Славы I степени (24.03.1945).
- орден Славы II степени (30.09.1944), орден № 2991.
- орден Славы III степени (24.07.1944), орден № 142019.
- орден Красной Звезды (20.05.1945).
- орден Отечественной войны 1-й степени (21.02.1945).